# Roet

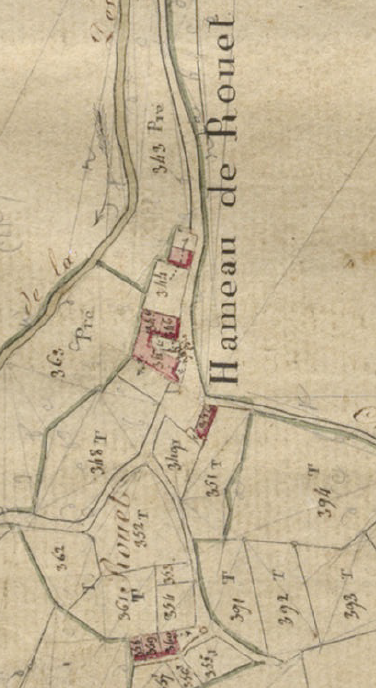
Roet en el Cadastre Napoleònic del 1812 (Arxius Departamentals dels Pirineus Orientals)

Roet ([ru'et], oficialment en francès, Rohet, antigament Rouet) és un petit poble de la comuna de Llo, a l'Alta Cerdanya, de la Catalunya del Nord.
Està situat a la zona nord-oest del terme de Llo, més a prop de Sallagosa que del mateix Llo. És a quasi un quilòmetre a l'oest-nord-oest del cap de la comuna, unida amb ella a través d'una carretera local que mor en aquesta carretera.

## Etimologia
Hi ha la possibilitat que el vilatge de Roet tingui el seu origen en el de Ro, proper i situat en el veí terme de Sallagosa, atès que Roet és un diminutiu de Ro. Joan Coromines, a l'Onomasticon Cataloniae opina en contra d'aquesta hipòtesi i relaciona el topònim amb el llatí rosētum (roserar).